# Nê-đéc-lan thuộc Tây Ban Nha
 Nê-đéc-lan thuộc Tây Ban Nha  (tiếng Tây Ban Nha: Países Bajos españoles; tiếng Hà Lan: Spaanse Nederlanden) là tên gọi chung cho các nước thuộc Đế quốc La Mã Thần thánh vùng Nê-đéc-lan (Low Countries), nằm trong Liên minh cá nhân của Đế quốc Tây Ban Nha (Habsburg Tây Ban Nha) từ 1581 tới 1714. Vùng này bao gồm nước Bỉ và Luxembourg hiện tại, cũng như một phần ở Bắc Pháp và Bắc Đức.
Nhà Habsburg Áo đã thừa hưởng những lãnh thổ này mà trước đây thuộc về Nê-đéc-lan Burgundy từ Vương tộc Valois-Bourgogne khi Mary of Burgundy mất vào năm 1482. 17 tỉnh hình thành lãnh thổ chính của Nê-đéc-lan Habsburg mà đã truyền cho nhà Habsburg Tây Ban Nha, khi hoàng đế Karl V của Thánh chế La Mã thoái vị 1556. Khi một phần của Nê-đéc-lan tách ra và lập thành vùng tự trị Cộng hòa Hà Lan năm 1581, phần còn lại vẫn nằm dưới quyền cai trị của đế quốc Tây Ban Nha cho tới Chiến tranh Kế vị Tây Ban Nha.